# Тінахас
Тінахас (ісп. Tinajas) — муніципалітет в Іспанії, у складі автономної спільноти Кастилія-Ла-Манча, у провінції Куенка. Населення — 330 осіб (2010).
Муніципалітет розташований на відстані близько 95 км на схід від Мадрида, 47 км на північний захід від Куенки.

## Демографія
Динаміка населення (INE ):